# Acidromodes nilotica
Acidromodes nilotica is een vlinder van de familie van de spanners (Geometridae). De wetenschappelijke naam van deze soort is voor het eerst voorgesteld als Acidaliastis nilotica door Edward Parr Wiltshire in een publicatie uit 1985.

## Verspreiding
De soort komt voor in Soedan, Ethiopië, Saudi-Arabië en Jemen.

## Ondersoorten
- Acidromodes nilotica legraini Hausmann, 1999 (Saudi-Arabië, Jemen)
- Acidromodes nilotica nilotica (Wiltshire, 1985) (Soedan)